# Kreuz Kassel-West
Kreuz Kassel-West is een knooppunt in de Duitse deelstaat Hessen.
Op dit knooppunt kruist de A49 Kassel-Fritzlar de A44 Kreuz Dortmund/Unna-Dreieck Kassel-Süd.

## Geografie
Het knooppunt ligt in de stad Baunatal in het Landkreis Kassel op de stadsgrens met Kassel.
Nabijgelegen stadsdelen zijn Oberzwehren van Kassel en Rengershausen van Baunatal.
Het knooppunt ligt ongeveer 7 km zuiden van het centrum van Kassel.
Direct ten zuiden van het knooppunt ligt Volkswagenwerk Kassel en de hogesnelheidslijn Hannover-Würzburg.

## Configuratie
Knooppunt
Het een klaverbladknooppunt met rangeerbanen langs de A44.
Rijstrook
Nabij het knooppunt beide snelwegen 2x2 rijstroken. Alle verbindingswegen hebben één rijstrook.

## Verkeersintensiteiten
Dagelijks passeren ongeveer 95.000 voertuigen het knooppunt.
| Van                               | Naar                    | Gemiddeld aantal voertuigen per dag | Percdentage vrachtverkeer |
| --------------------------------- | ----------------------- | ----------------------------------- | ------------------------- |
| AS Kassel-Bad Wilhelmshöhe (A 44) | AK Kassel-West          | 52.000                              | 20,8 %                    |
| AK Kassel-West                    | AD Kassel-Süd (A 44)    | 43.100                              | 24,7 %                    |
| AS Kassel-Niederzwehren (A 49)    | AK Kassel-West          | 49.600                              | 10,0 %                    |
| AK Kassel-West                    | AS Baunatal-Nord (A 49) | 43.400                              | 09,6 %                    |

## Richtingen knooppunt
| Aansluitende wegen                   | Aansluitende wegen | Aansluitende wegen | Aansluitende wegen | Aansluitende wegen                                        |
| ------------------------------------ | ------------------ | ------------------ | ------------------ | --------------------------------------------------------- |
| richting Paderborn / Dortmund        |                    |                    |                    | richting Kassel-Zentrum                                   |
|                                      |                    |                    |                    |                                                           |
|                                      |                    |                    |                    |                                                           |
|                                      |                    |                    |                    |                                                           |
| richting Baunatal / Fritzlar Marburg |                    |                    |                    | richting Dreieck Kassel-Süd Würzburg / Frankfurt Hannover |